# Атински устав
Устав атински (грчки: Ἀθηναίων πολιτεία) је назив за два старогрчка текста. Један је написао Аристотел или неки од његових ученика, а други је сачуван под Ксенофонтовим именом. 

## Устав
Атински устав пронађен је 1879. године у египатском гробу у Оксиринхусу. Потиче из 1. века нове ере. Књига се дели на два дела: историјски и систематски. У првом делу (главе 1-41), аутор излаже историју атинског устава од најстаријих времена до свог доба наводећи свих 11 претходних измена. У другом делу (41-69), писац описује атински устав свога времена. 
Дело је сачувано под Ксенофонтовим именом, али се поуздано зна да га он није написао. Проучавање овог списа наметнуло је следећа питања:
- Када је спис написан? – проучавање садржаја је показало да је написано између 430. и 424. године п. н. е.
- Шта је писац хтео да постигне? – на које су давани различити одговори
- Ко је писац? – не може се поуздано утврдити, а одговори могу бити само различита нагађања.

Поуздано се може утврдити да је писац био Атињанин и да је био присталица олигархије. Грађане дели на „праве“ и „лоше“. Атинску демократију не одобрава, али је признаје као нужну последицу историјског развитка. Био је реалан политичар и историјски мислилац.